# Porsche Cayenne GTS
De Porsche Cayenne GTS is een sport-SUV van de Duitse automobielconstructeur Porsche. De auto staat op het platform van de huidige Volkswagen Touareg en heeft standaard 4WD en ESP. De aandrijving gebeurt door dezelfde V8 als in de Cayenne S, alleen heeft die hier 20 pk meer vermogen.

## Koetswerk
De visuele verschillen met de "gewone" Cayenne zijn: de breder gebouwde wielkasten, een 24 mm verlaagd koetswerk met led-verlichting en een licht gewijzigd radiatorrooster.

## Prestaties
De auto gaat van 0 tot 100 km/h in 6,1 seconden (test door Autoreview: 6,4 seconden). Door het hoge gewicht en de vrij hoogtoerige V8 is het dan ook normaal dat het normverbruik 13,9 l/100 km bedraagt (1 liter/7,2 km). De emissie is ook vrij hoog met een CO2-uitstoot van 361 g/km.

## Concurrentie
Binnen deze prestatieklasse van de SUV's is er weinig concurrentie. De BMW X5 4.8si en vooral de Audi Q7 4.2 zijn minder krachtig en explosief. Alleen Mercedes-Benz heeft met de ML 63 AMG en in mindere mate de ML 500 een waardige concurrent. Aan dieselzijde zijn er de Volkswagen Touareg R50 en de Audi Q7 V12 TDI.

## Trivia
- Porsche beweert dat de auto bijna even snel is als een Porsche Cayman bij stoplichtsprints.